# Communauté de communes du Pays Manslois
Die Communauté de communes du Pays Manslois ist ein ehemaliger französischer Gemeindeverband mit der Rechtsform einer Communauté de communes im Département Charente in der Region Nouvelle-Aquitaine. Sie wurde am 30. Dezember 1994 gegründet und umfasste 27 Gemeinden. Der Verwaltungssitz befand sich im Ort Mansle.

## Historische Entwicklung
Mit Wirkung vom 1. Januar 2017 fusionierte der Gemeindeverband mit
- Communauté de communes du Pays d’Aigre sowie
- Communauté de communes de la Boixe

und bildete so die Nachfolgeorganisation Communauté de communes Cœur de Charente. Gleichzeitig wurden die Gemeinden Aunac, Bayers und Chenommet zur Commune nouvelle Aunac-sur-Charente zusammengelegt.

## Ehemalige Mitgliedsgemeinden
1. Aunac
2. Bayers
3. Cellefrouin
4. Cellettes
5. Chenommet
6. Chenon
7. Fontclaireau
8. Fontenille
9. Juillé
10. La Tâche
11. Lichères
12. Lonnes
13. Luxé
14. Mansle
15. Mouton
16. Moutonneau
17. Nanclars
18. Puyréaux
19. Saint-Amant-de-Bonnieure
20. Saint-Angeau
21. Saint-Ciers-sur-Bonnieure
22. Sainte-Colombe
23. Saint-Front
24. Saint-Groux
25. Valence
26. Ventouse
27. Villognon